# Vliegersmedaille voor Voortreffelijke Dienst (Denemarken)
De Vliegersmedaille voor Voortreffelijke Dienst, Deens: "Medaljen for Udmærket Lufttjeneste ", is een Deense militaire onderscheiding. De ronde zilveren medaille wordt aan een diagonaal gestreept en vijfhoekig gevouwen lint op de linkerborst gedragen. De gedecoreerde mag de letters M.f.u.L. achter zijn of haar naam plaatsen.
De op 30 mei 1962 door Frederik VII van Denemarken ingestelde medaille wordt verleend aan piloten en vliegend personeel die gedurende lange tijd voorbeeldig hebben gediend en ook aan personeel dat zonder onnodige risico's te nemen met zeer bijzondere en gevaarlijke reddingsacties personen en materieel in veiligheid bracht. Een lint met diagonale strepen is overgenomen van de Britse Royal Air Force.
Medailles van Verdienste ·
Medaille voor Langdurige Dienst ·
Medaille "Ingenio et Arti" ·
Medaille voor Nobele Daden ·
Ereteken van het Deense Rode Kruis ·
Medaille van Verdienste voor de Groenlandse Onafhankelijkheid ·
Herinneringsmedaille aan de 70e Verjaardag van Hare Majesteit Koningin Margrethe
Herinneringsmedaille aan de 75e Verjaardag van Prins Henrik

Zie ook: Historische Orden van Denemarken · Onderscheidingen in Denemarken